# 大连自然博物馆

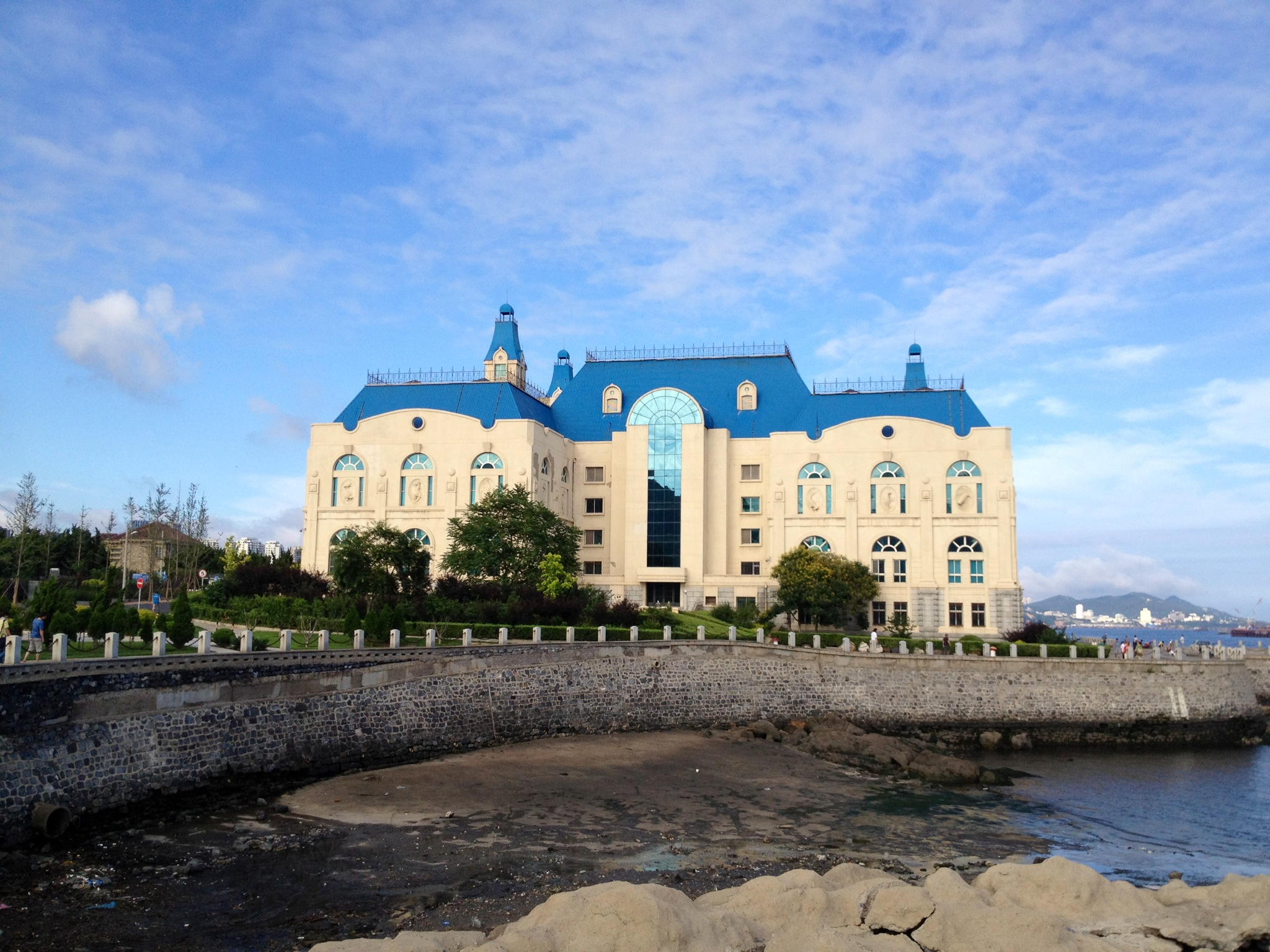
大连自然博物馆

大连自然博物馆是位于辽宁省大连市的一座集地质、古生物、动物、植物标本收藏、研究、展示于一体的综合性自然科学博物馆，其前身始建于1907年。新馆为现代欧式建筑，位于黑石礁海滨，建筑面积1.5万平方米，展览面积1万平方米，是国内唯一拥有27万平方米海域的博物馆。

## 历史
大连自然博物馆始建于1907年，前身是日本占领中国东北以后，由日本南滿洲鐵道株式會社创办的地质调查所。1945年抗日战争结束后，8月23日由中国长春铁路公司接管，易名为「东北地方志博物馆」；中长铁路科研所委托苏联地质专家叶果洛夫担任馆长，并对原有的陈列进行修整。1959年，在抗战胜利14周年纪念日（9月3日），正式定名为「大连自然博物馆」。1995年为实施科教兴市战略，保护自然文化遗产，大连市委、市政府决定移址黑石礁海滨建新馆。1998年10月，新馆建成并对外开放。

## 展品
大连自然博物馆有各种标本近20万件，珍贵标本6千余件。馆藏特点是海洋生物标本和「热河生物群」化石标本，其中海兽标本20余种，其种类和数量在国内自然史博物馆中是最多的，其中重达66.7吨的黑露脊鲸标本，在亚洲属罕见。「热河生物群」化石标本在国内是种类最多最有特点的，其中一窝鹦鹉嘴龙化石是世界上迄今为止惟一的、数量最多、保存最完整的的国宝级化石标本。

## 门票
大连自然博物馆无需预约，免费对公众开放，但需携带本人身份证入内。该馆的开放时间9:00-16:30（16:00停止入馆），周一全天闭馆（法定节假日除外）。20人以上团队（含旅行社、学校等教育机构）参观，须提前三天电话预约（周六日及节假日不接待团队预约）。